# Aldo Giordano

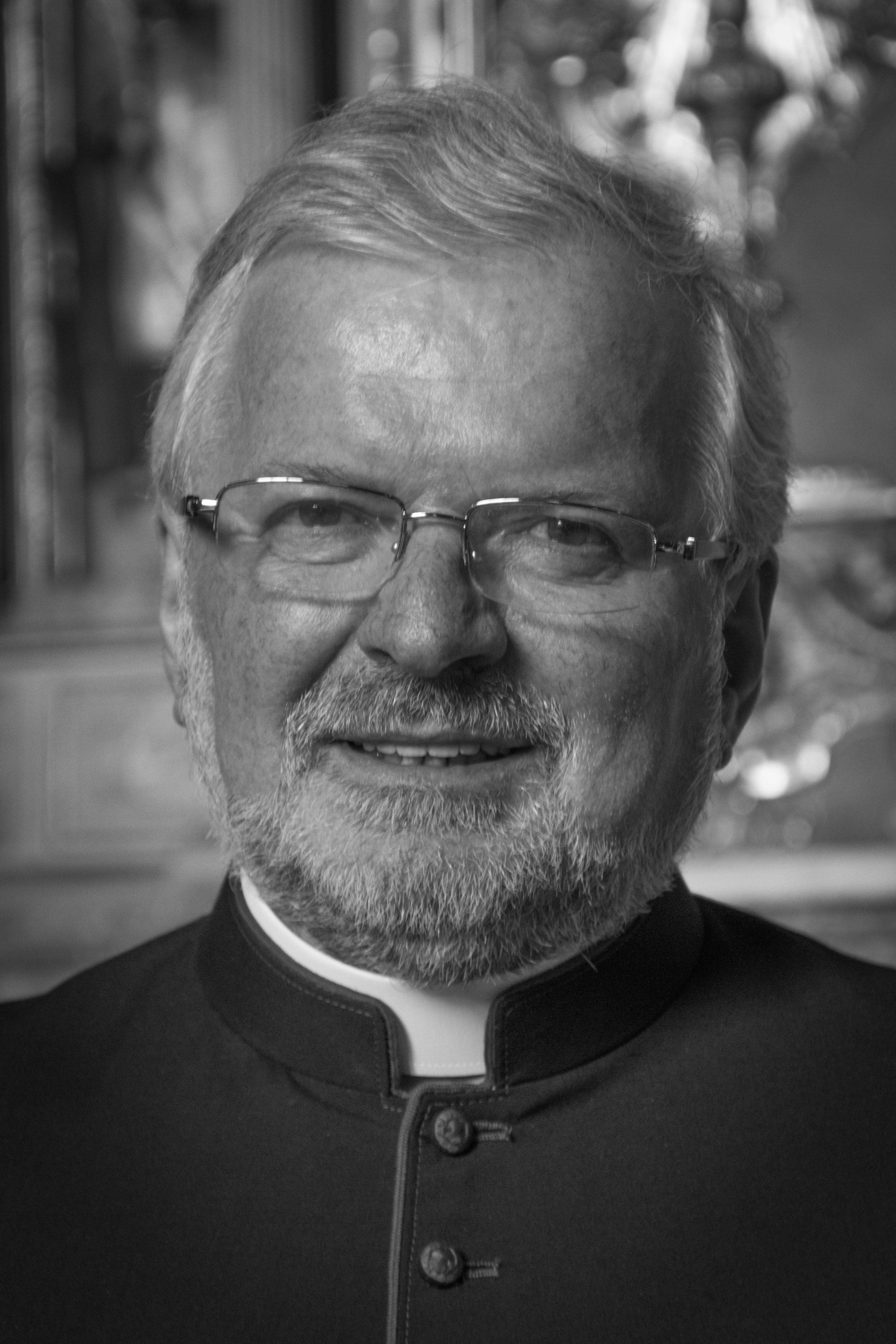
Aldo Giordano im Juni 2013

Wappen von Aldo Giordano

Aldo Giordano (* 20. August 1954 in Cuneo; † 2. Dezember 2021 in Löwen, Belgien) war ein italienischer Geistlicher, römisch-katholischer Erzbischof und Diplomat des Heiligen Stuhls.

## Leben
Der Bischof von Cuneo, Carlo Aliprandi, spendete ihm am 28. Juli 1979 nach dem Abschluss des Studiums am diözesanen Priesterseminar die Priesterweihe. Er setzte dann sein Studium an der Theologischen Fakultät von Norditalien in Fossano und an der Päpstlichen Universität Gregoriana in Rom fort, wo er in Philosophie promoviert wurde. Er war in der Pfarrseelsorge der Pfarrei St. Pius X. in Cuneo tätig. Seine wissenschaftlichen Arbeiten sind vor allem rund um die ethischen Fragen und Probleme der modernen Philosophie konzentriert. Viele Werke sind dem Dialog mit der Arbeit Friedrich Nietzsches gewidmet.
Am 15. Mai 1995 wurde er zum Generalsekretär des Rates der europäischen Bischofskonferenzen (CCEE) gewählt und jeweils am 4. Oktober 1998 und 3. Oktober 2003 im Amt bestätigt. Papst Benedikt XVI. ernannte ihn am 7. Juni 2008 zum Ständigen Beobachter des Heiligen Stuhls beim Europarat in Straßburg.
Am 26. Oktober 2013 ernannte Papst Franziskus Giordano zum Titularerzbischof pro hac vice von Tamada und zum Apostolischen Nuntius in Venezuela. Die Bischofsweihe spendete ihm Pro-Staatssekretär Pietro Parolin am 14. Dezember desselben Jahres. Mitkonsekratoren waren der Bischof von Cuneo, Giuseppe Cavallotto, und der Apostolische Nuntius in Polen, Erzbischof Celestino Migliore.
Am 8. Mai 2021 ernannte ihn Papst Franziskus als Nachfolger Alain Lebeaupins zum Apostolischen Nuntius bei der Europäischen Union.
Aldo Giordano starb am 2. Dezember 2021, sieben Monate nach seiner Ernennung zum Nuntius, im Alter von 67 Jahren an den Folgen einer SARS-CoV-2-Infektion.

## Schriften
- La questione etica. Una sfida della memoria, Rom: Città Nuova, ISBN 88-311-3242-3.
- With F. Tomatis. Cristianesimo ed Europa. La sfida della mondialità, Rom: Città Nuova, 1993, ISBN 88-311-3249-0
- Un’altra Europa è possibile. Ideali cristiani e prospettive per il vecchio continente, Cinisello Balsamo: San Paolo, 2013, ISBN 978-88-215-7984-4